# وزير الخارجية

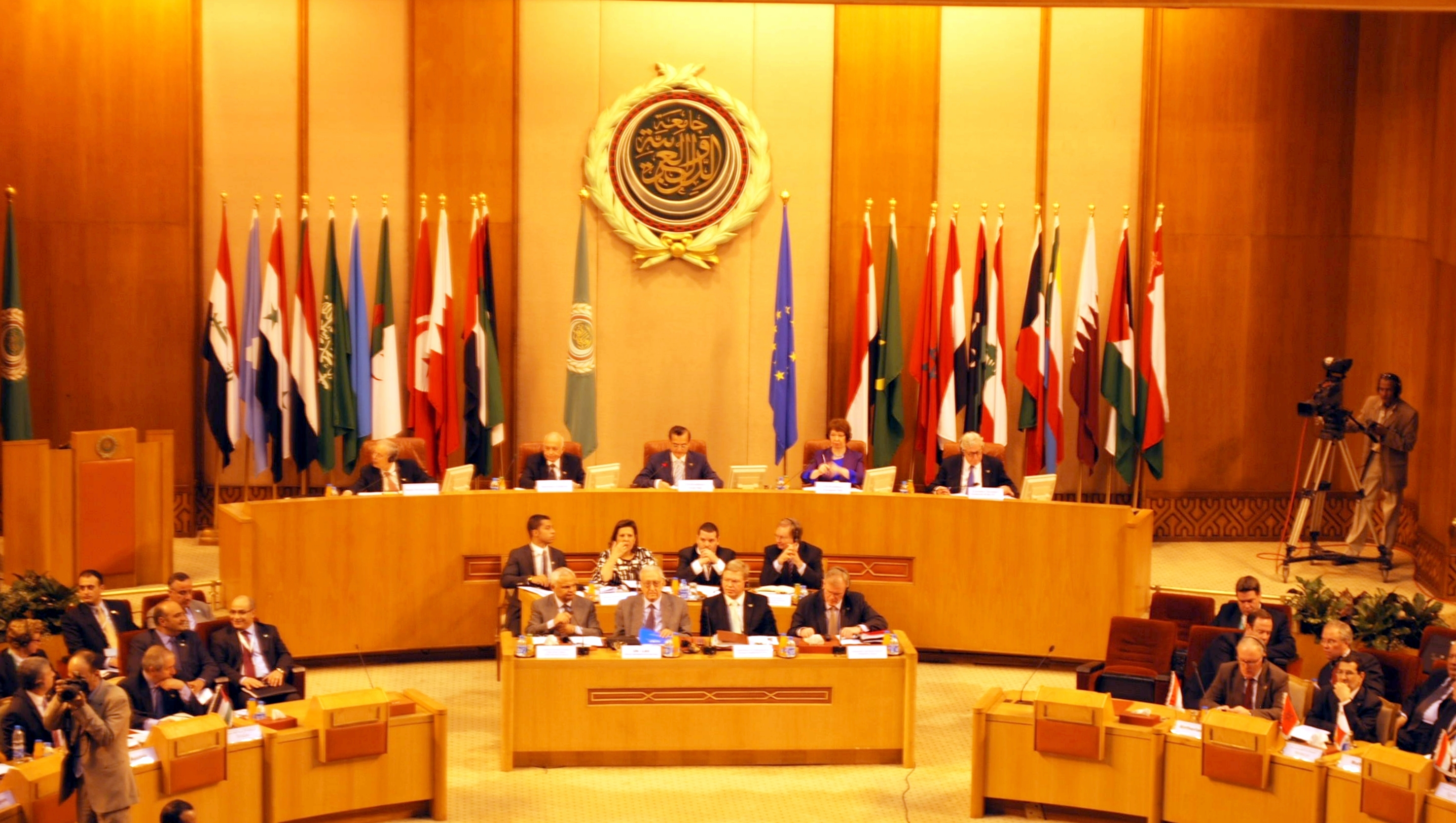
اجتماع وزراء خارجية الاتحاد الأوروبي وجامعة الدول العربية في القاهرة، 13 نوفمبر 2012.

وزير الخارجية أحد وزراء مجلس الوزراء وهو المسؤول الرئيسي على تطبيق السياسة الخارجية للدولة. وتسمى وزارته «وزارة الخارجية» وهي نظريا مسؤولة عن جميع مسائل العلاقات الخارجية للدولة. وهي مسؤولة عن جميع البعثات الدبلوماسية والسفراء والقناصل المبعوثين والوافدين إلى الدولة.

يعتبر وزير الخارجية الدبلوماسي الأول في بلاده. وهو عضو بارز في الحكومة يتولى مسؤوليات الشؤون الخارجية، في مقدمتها الإشراف على تسيير العلاقات الخارجية وتطبيق سياسة الدولة الخارجية التي يقررها رئيس الدولة والأجهزة الحاكمة المختصة، وحماية مصالح بلاده السياسية والاقتصادية والثقافية، والدفاع عن حقوقها لدى شتى الهيئات الإقليمية والدولية، والسهر على إنماء وتوطيد العلاقات الودية بين بلاده والدول الأجنبية.

ويمارس وزير الخارجية اختصاصاته هذه إما باتصالاته المباشرة مع زملائه الأجانب، الأمر الذي يفرض عليه، والتنقل بين حين وآخر من عاصمة لأخرى، أو بواسطة التعليمات التي يوجهها إلى رؤساء البعثات الوطنية المعتمدين في الخارج، وتوجيه المفاوضات التي تقوم بها الوفود المنتدبة إلى المؤتمرات، أو بالمباحثات التي يجريها مع رؤساء البعثات الأجنبية المتعمدة في البلاد.